# 슈미트 앤드 벤더
슈미트 앤드 벤더(Schmidt and Bender, S&B로 약칭)는 사냥, 스포츠, 법 집행 및 군용 무기용 고급 망원 조준경 생산을 전문으로 하는 독일 회사이다.
이 회사는 악기 제조업체인 헬무트 슈미트(Helmut Schmidt)와 마스터 악기 제조업체인 헬무트 벤더(Helmut Bender)가 1957년에 설립했다. 이 회사는 다양한 브랜드 이름으로 대형 독일(통신 주문) 사냥 장비 판매 체인을 위한 망원경 조준경을 생산하기 시작했으며 점차 자체 브랜드 이름으로 망원경 조준경을 생산하기 시작했다. 2008년 시점으로 이 회사는 여전히 가족 기업이다.
대부분의 조립 공정이 수작업으로 이루어지기 때문에 회사는 매년 제한된 수의 스코프만 생산할 수 있다.
슈미트 앤드 벤더는 ISO 9001 인증 회사이다.